# Oppositions à la politique étrangère des États-Unis
 (janvier 2025).

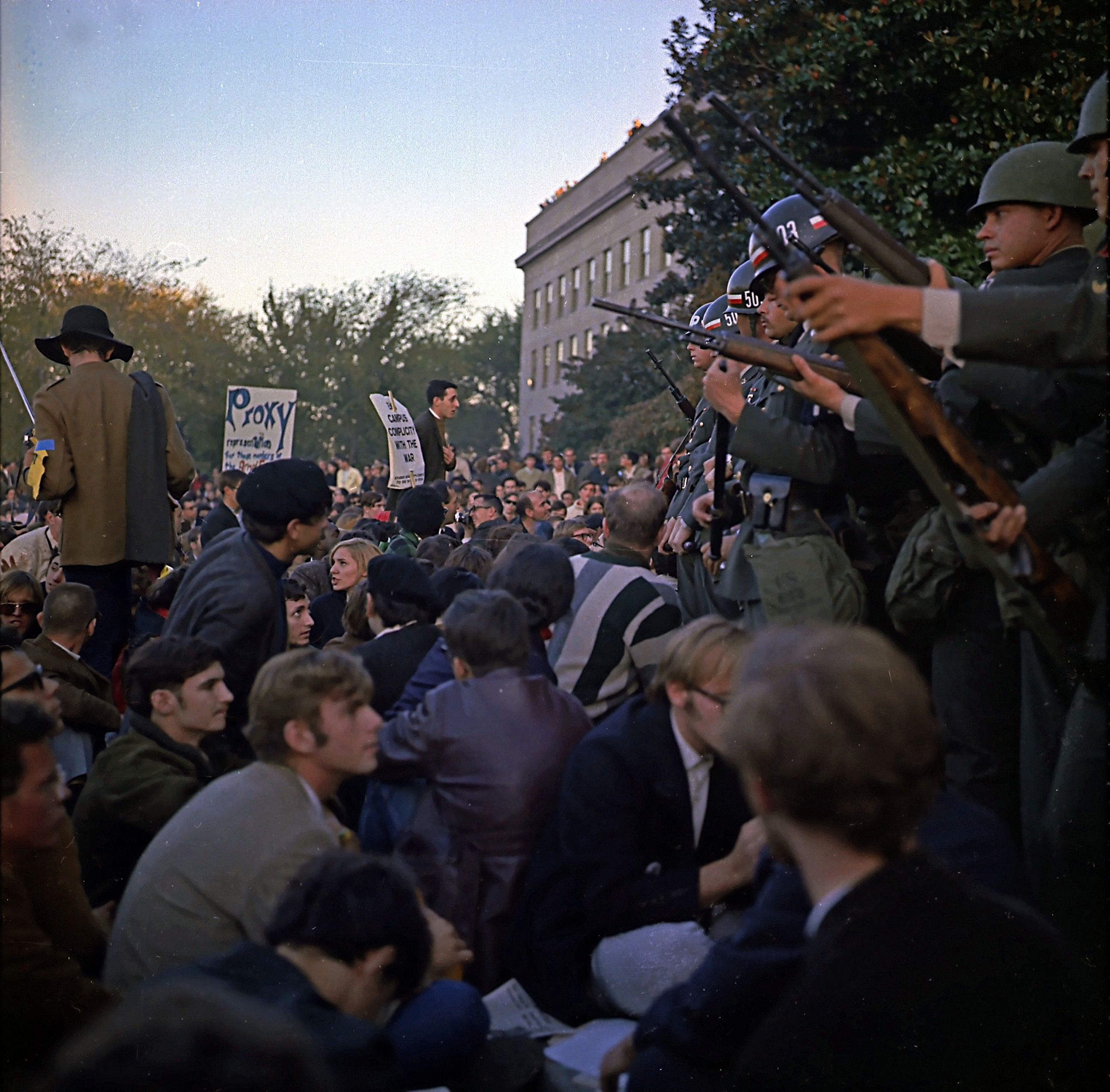
Opposants à la guerre du Vietnam manifestant sous les murs du Pentagone en octobre 1967.

Cet article vise à dresser un panorama des oppositions à la politique étrangère des États-Unis.

## Contextualisation

### Perception d'un impérialisme américain
Les oppositions observables à l'expansionnisme des États-Unis d'Amérique trouvent d'abord leur sens dans une dénonciation d'un possible « Empire américain », terme à connotation éminemment négative et dont l'emploi controversé est réservé aux contradicteurs de leur politique étrangère.
La perception d'une hégémonie au sortir de la Seconde Guerre mondiale n'est pas contemporaine à l'après-guerre, dans la mesure où le crédit donné dans l'opinion publique des peuples libérés, assorti du plan Marshall, a conféré une incontestable aura à la civilisation américaine valable jusqu'au conflit du Viêt Nam.
Les oppositions relevées prennent des formes variées ; à la fois extérieures et intérieures au pays, elles constituent des contestations ou oppositions idéologiques, médiatiques, voire de révoltes régionales à visée autonomiste. L'expansionnisme décrié de la sorte est moins militaire qu'économique et diplomatique, selon la tournure prise par les relations internationales.
La perception d'un expansionnisme dépend moins de l'ampleur des crédits militaires que de la mainmise économique dans un contexte actuel de mondialisation des échanges. Aussi, lorsque la résistance revêt une forme politique, elle n'échappe pas à un amalgame mêlant mondialisation et libéralisation avec leur pays supporter, amalgame facilité par le fait que les deux organismes qui les représentent, l'Organisation mondiale du commerce et la Banque mondiale (liée au F.M.I.) ont leurs sièges de part et d'autre de la même avenue à Washington DC.

### Stigmatisation de la politique étrangère américaine
Au niveau des institutions internationales et des milieux diplomatiques le reproche le plus fréquent est celui de l'unilatéralisme américain dans les décisions affectant la situation internationale, ce qui répond mal aux évolutions du monde demandant des solutions décidées de façon multilatérale. Cela dit les États-Unis ne sont pas les seuls à refuser de renoncer à une part de leur souveraineté pour une meilleure gouvernance mondiale.

## Oppositions intérieures au pays
Il s'agit bien d'opposants internes à la politique générale, lorsque cette dernière paraît tout entière emportée vers une rhétorique guerrière liée à sa politique étrangère.

### Premières critiques dans les années 1930
Smedley Butler (1881-1940), général dans le Corps des Marines des États-Unis dénonça l'aventurisme des États-Unis dans un livre, publié en 1935,  qui retraçait sa carrière militaire effectuée dans de nombreuses interventions militaires en Amérique latine et en Asie. Son livre, "War is a racket" (La guerre est un racket), fut l'un des premiers ouvrages décrivant le fonctionnement du complexe militaro-industriel.
 (octobre 2016).
Extrait de son livre :
"J’ai effectué 33 ans et 4 mois de service actif, et durant cette période, j’ai passé la plupart de mon temps en tant que gros bras pour le monde des affaires, pour Wall Street, et pour les banquiers. En bref, j’étais un racketteur, un gangster au service du capitalisme. J’ai aidé à sécuriser le Mexique, plus particulièrement la ville de Tampico, au profit des groupes pétroliers américains en 1914. J’ai aidé à faire de Haïti et de Cuba un endroit convenable pour que les hommes de la National City Bank puissent y faire des profits. J’ai aidé au viol d’une demi-douzaine de républiques d’Amérique centrale au bénéfice de Wall Street. J’ai aidé à purifier le Nicaragua au profit de la banque américaine Brown Brothers de 1902 à 1912. J’ai apporté la lumière en République dominicaine au profit des entreprises sucrières américaines en 1916. J’ai livré le Honduras aux entreprises fruitières américaines en 1903. En Chine, en 1927, j’ai aidé à ce que l’entreprise Standard Oil fasse ses affaires en paix."
"Quand je repense à tout ça, je pourrais donner à Al Capone quelques conseils. Le mieux qu’Al Capone pouvait faire, c’était de racketter trois quartiers. Moi, j’agissais sur trois continents."

### La génération de la prise de conscience
La portée et le caractère dissymétrique de la guerre du Viet Nam qui a débouché sur l'ensemble de la péninsule indochinoise a amené graduellement des protestations et une contestation radicale de la politique étrangère des États-Unis, liée aux mouvements étudiants (Students for a Democratic Society) et hippies de la fin des années 1960. L'ampleur de ces revendications et de sa radicalisation à l'égard du gouvernement fédéral a amené le terme de génération de la prise de conscience pour décrire la mentalité de ces opposants idéologiques à la politique générale de leur propre pays.
L'origine de la prise de conscience provient peut-être du discours de fin de mandat du président Eisenhower, qui avertit son peuple au moment de quitter la présidence de la possibilité d'un danger pour le bon fonctionnement des institutions par la position dominante qu'ont acquis les industriels et militaires travaillant conjointement dans le secteur de la Défense. Ce discours est d'ailleurs connu, en anglais, sous le nom de « discours du complexe militaro-industriel ».
La décennie des années 1960, outre l'accroissement graduel de l'engagement au Viet Nam, s'ouvre sur un climat attentiste entre des fractions radicales opposées sur l'échiquier politique, ce qui amène des troubles importants sur le plan de la politique intérieure : assassinat d'un président très populaire, suivie de son frère, d'un pasteur noir prônant la non-violence ; ces éléments radicalisent pour le moins les mouvements pour les droits civiques.

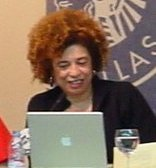
Angela Davis : communiste américaine déclarée, féministe, rebelle à la politique de son propre pays: il s'agit d'un des rares chefs de file survivant à cette période de confrontation au pouvoir ; elle enseigne aujourd'hui l'Histoire de la Prise de conscience dans une université californienne.

En conséquence, et en application du Civil Rights Act, le gouvernement de l'État fédéral doit s'impliquer dans les juridictions des États fédérés du « Sud profond », pour bannir une résurgence du Ku Klux Klan, ce qui amène l'ostracisme du bord opposé de l'opinion dans la population. Le règlement de cette situation sociologique de racisme est obtenu par la proclamation de l'affirmative action, qui permettra à la génération suivante l'accession à la classe moyenne d'une partie des minorités. Mais pour l'heure ce sont les leaders du Black Power, soutenus par certains Blancs (Weather Underground, White Panther, etc.) qui focalisent l'attention, avec la Nation of Islam, le destin de Malcolm X, celui de la panthère noire Angela Davis (qui débouche quasiment sur une mise au ban de la société par les autorités dans les années 1970). À côté, le Chicano Movement s'organise aussi (Brown Berets, Young Lords Party, El Comité), de même que les Amérindiens avec l'American Indian Movement qui occupe Alcatraz puis Wounded Knee et d'autres minorités (Red Guard, I Wor Kuen (en), etc.). Ces mouvements ont été durement et illégalement réprimés par le FBI dans le cadre du programme COINTELPRO, avec coups tordus, assassinats (Fred Hampton, etc.), attaques de maisons à la grenade incendaire, arrestations et condamnations à perpétuité douteuses (Leonard Peltier, Mumia Abu-Jamal, etc.), etc.
Le point culminant des mouvements pour la paix, où la défiance de la population civile est maximale à l'encontre de l'administration américaine, est vraisemblablement l'année 1972, qui fait suite à la révélation des Pentagon Papers six mois auparavant. À ce titre, une partie importante de la présidence du successeur de Nixon, une fois destitué, sera la promotion des Droits de l'homme sur le plan intérieur et international sous le mandat de Jimmy Carter.
Fait singulier, le président Richard Nixon, à l'époque l'homme le plus puissant de la planète, fut forcé à la démission à la suite du scandale du Watergate, révélé par deux journalistes du Washington Post : Bob Woodward et Carl Bernstein. Une telle situation, la démission d'un chef de gouvernement à la suite d'une enquête journalistique, serait difficilement concevable en Chine, en Russie, en Iran ou même en France.

### Fin de la contre-culture?

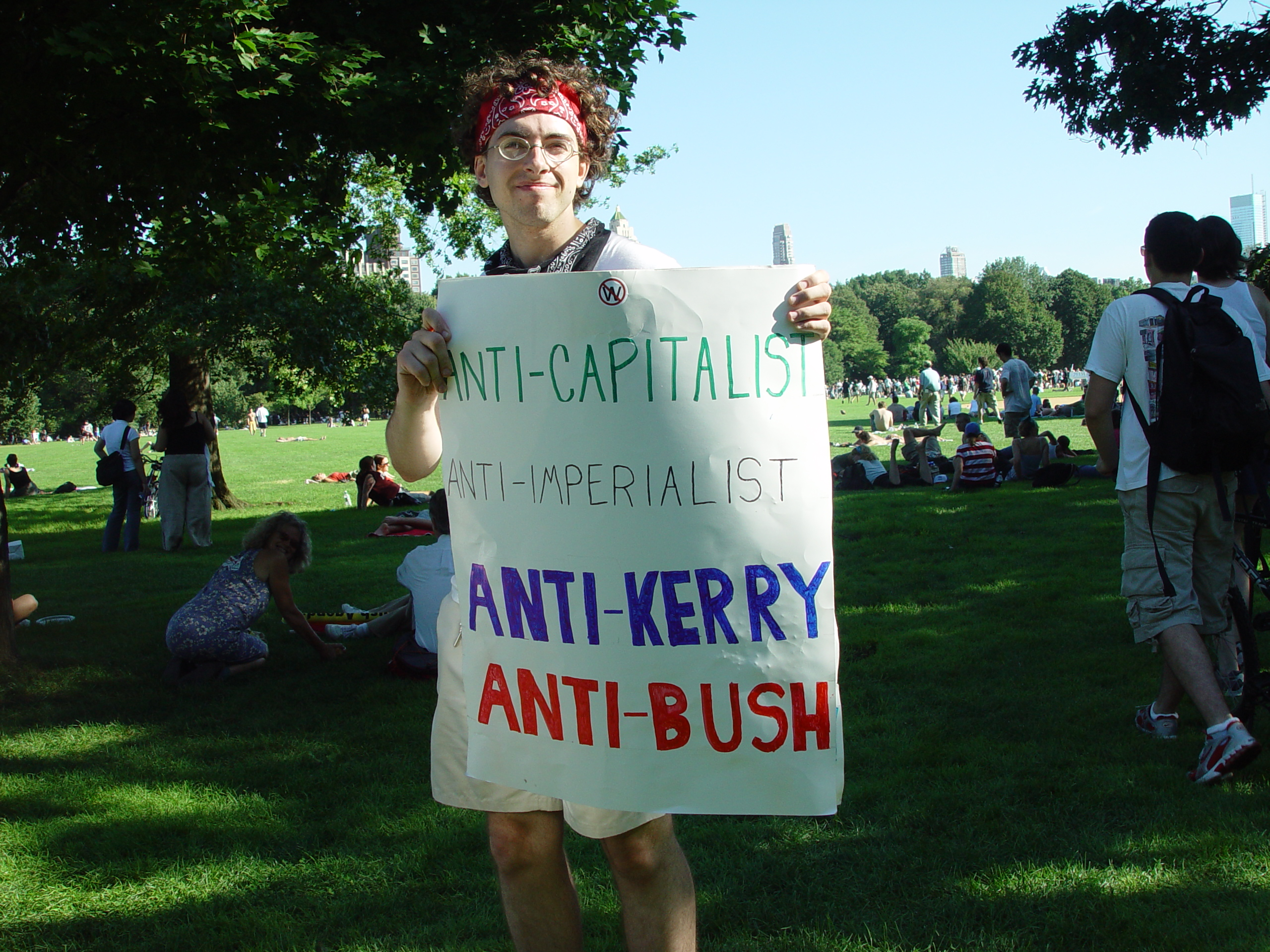
D'aucuns disent que le Flower power n'est pas mort. Dans cette hypothèse, il a changé de nature, tout comme sa cible.
Jeune américain manifestant à l'occasion de l'élection présidentielle des États-Unis d'Amérique 2004.

Le marasme du syndrome du Viêt Nam appliqué à la nation, étape difficile dans le clivage de la politique interne dans la mesure où le pays n'avait jamais perdu une guerre qu'il avait menée jusqu'alors, et que des vétérans tels Ron Kovic manifestaient contre le gouvernement fédéral en dénonçant des trahisons au plus haut niveau de l'État , fut contré lors de la présidence de Ronald Reagan qui appliqua une révolution conservatrice au pays, luttant contre la bureaucratisation de ses multinationales et instaurant une reprise néolibérale ; ce retour mit fin à la période de doute contestataire et vit le retour d'une Amérique triomphante sur la scène internationale : les concepts de la main invisible du marché justifiant les dérégulations dans les accords d'échanges commerciaux et la réduction des domaines de compétence des administrations publiques datent de cette époque.
Les années 1980 étaient à la fois l'époque des Golden boys du capitalisme triomphant (les yuppies remplacent les hippies dans la symbolique de l'époque), et celle d'une reprise de confiance de l'opinion publique américaine envers son armée, symbolisée par la fierté perceptible dans le film Top Gun.
C'est donc depuis cette époque qu'est observable la collusion entre la politique étrangère américaine d'une part, et le support d'une démocratisation associée à un mode de développement économique libéral d'autre part, ce qui amène selon les points de vue à un amalgame sémantique entre les deux.
Il est notable que, quelle que soit la coloration de l'administration fédérale, persiste une continuité des concepts stratégiques dans l'affirmation de l'exceptionnalisme lorsque la sécurité nationale du pays est invoquée : confère les déclarations de Mme Madeleine Albright, chargée de la politique étrangère des États-Unis de 1997 à 1999 sous la présidence Clinton, qui annonçait la « légitimité des interventions unilatérales selon le mode de réponse appropriée », sans avoir à en référer à l'ONU.

### Noam Chomsky, l'intellectuel dissident
Depuis la publication en 1967 dans le contexte de la Guerre du Viêt Nam de son essai « Responsabilités des Intellectuels », le linguiste américain Noam Chomsky n'a eu de cesse de dénoncer dans ses livres et ses interventions publiques la politique étrangère de son pays. Il la décrit comme violente et impérialiste, toujours prompte à soutenir des régimes dictatoriaux, faire tomber des régimes démocratiques ou tenir en échec des révolutions nationales, dès lors que ses intérêts économiques ou stratégiques sont en jeu. Pour Chomsky, cette « culture de l'impérialisme » américaine est la conséquence directe de l'histoire coloniale du pays et de la puissance militaire et économique acquise par les États-Unis au sortir de la Seconde Guerre mondiale. Cette culture imprègne selon lui profondément les élites du pays, qu'elles soient politiques, économiques ou médiatiques.

## Oppositions dans les relations internationales

### Europe

#### Postures face à l’atlantisme

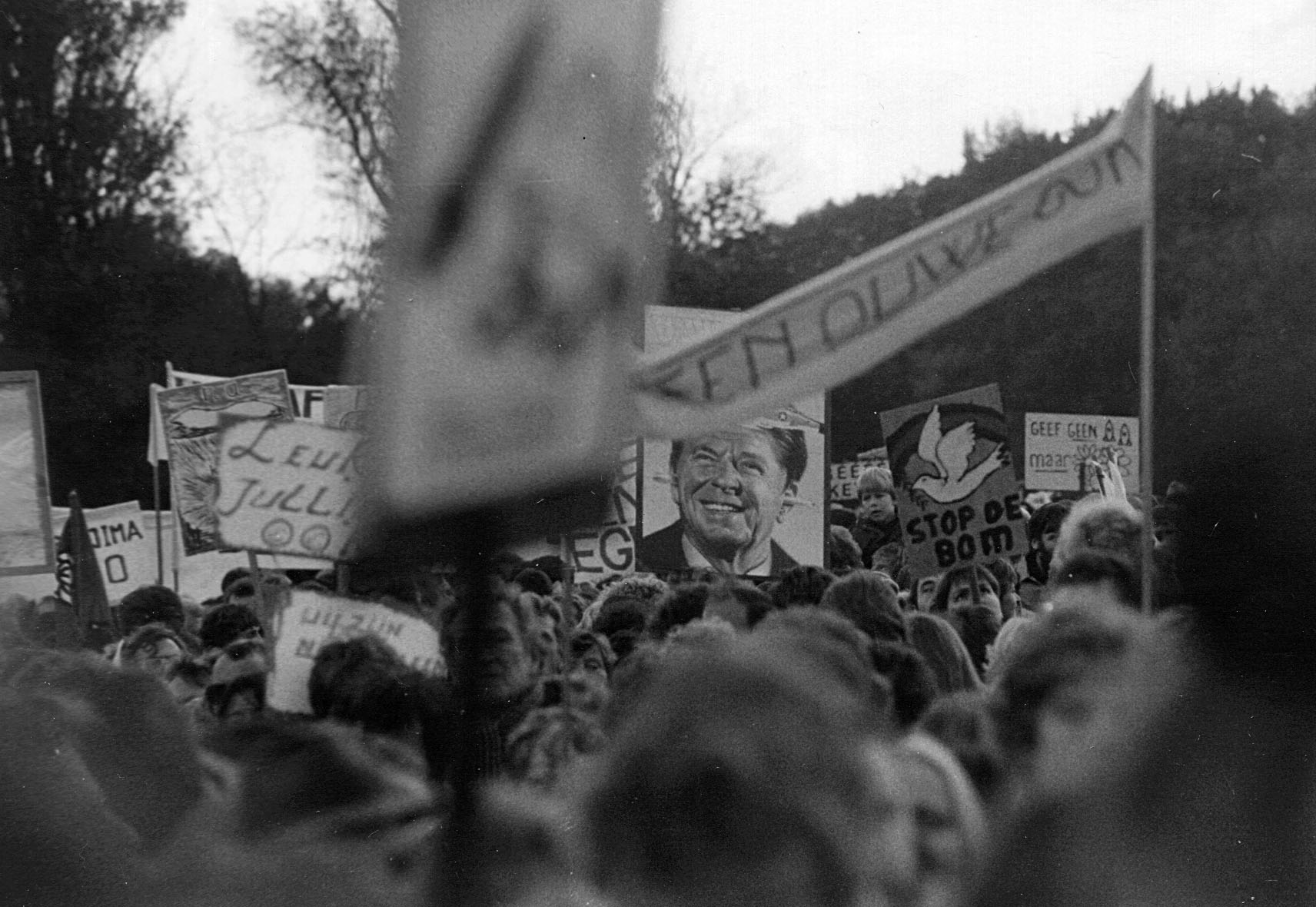
Poursuite des mouvements pour le désarmement en Europe, ici en 1983 à La Haye (Pays-Bas) sous la présidence de Reagan: le déploiement des euromissiles pour contrer les SS-20 n'arrange rien.

L'Europe de l'Ouest, par une politique liée à l'atlantisme prolongeant les alliances au sortir de la guerre mondiale, ne connut aucune résistance observable, hormis à l'échelon individuel, dans l'opinion publique de la  société civile : le consensus était total parmi les Alliés face à une perception de la menace représentée par les divisions de l'Armée rouge.
Durant les années 1960, le développement des bases de l'OTAN sur le territoire des pays d'Europe de l'Ouest, par reconversion des bases militaires de l'armée américaine construites pendant les années 1950, a été reçu de manière différenciée selon les pays :
- la diplomatie britannique a accepté la délégation de bases stratégiques de sous-marins sur son sol, en échange de l'accès à la toute dernière technologie nucléaire des missiles Polaris lors de la signature des accords de Nassau en 1962. L'établissement de ces bases sous-marines sur les terres des Highlands a amené une opposition significative des civils écossais, reliant les velléités du  nationalisme écossais, alors en pleine redéfinition, avec celles des mouvements civiques en faveur du désarmement nucléaire[16].
- la France gaullienne a quitté le commandement intégré de l'OTAN en 1965, et même développé l'idée d'une « troisième voie » distincte du mouvement des pays non alignés [17], réclamant le départ graduel des troupes U.S. stationnées sur son sol, et le transfert à l'armée française des installations.
- dans le sillage de l'occupation militaire des deux Allemagnes, l'Allemagne de l'Ouest, se retrouvant dans une situation frontale par rapport au rideau de fer, a maintenu des effectifs importants de toutes les armées alliées durant toute cette période. Ce n'est que tout récemment, dans le cadre d'un repositionnement géographique des bases opérationnelles de l'Europe centrale à la région de l'Asie du Sud-Ouest[18], que la présence militaire américaine en Allemagne s'est achevée.

À cet égard, les slogans « U.S. go home ! » n'apparaissent que dans le climat de rejet propre aux années 1970, déjà évoqué par ailleurs.

#### Situation contemporaine

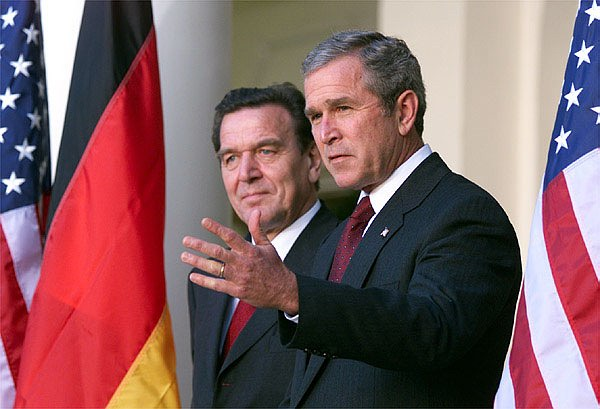
L'intransigeance de Gerhard Schröder qui refusa catégoriquement en 2003 de faire partie de la coalition of the willing malgré les sollicitations du secrétaire d'État américain à la veille de l'invasion en Irak, plaça le chancelier fédéral allemand au diapason de son opinion publique, résolument pacifiste et qui ressentait le besoin de marquer la fin de l'alignement depuis l'après-guerre. Schröder allait accepter un poste de haut dirigeant dans la société gazière russe Gazprom une fois son mandat terminé, démontrant ainsi que son pacifisme était au service des potentats russes.
Photo du chancelier et du président des États-Unis lors d'une visite officielle à la Maison blanche, octobre 2001.

Lors de la construction de l'Europe, notamment sur le sujet de la Défense, des faiblesses apparurent lors de la guerre en Yougoslavie, amenant à une réprobation de la manière dont les États-Unis réglèrent le conflit au Kosovo par des bombardements stratégiques, ce qui était inédit en Europe depuis plus de cinquante ans.
Le schisme se produisit dans les diverses politiques étrangères européennes dans les six mois précédant l'opération liberté irakienne, certaines, Grande-Bretagne en tête, restant attachées à l'atlantisme, les autres (en particulier l'Allemagne et la France, alliées à la Russie de Poutine) n'accordant pas le support international qui fit la concorde de la première guerre du Golfe. Cette période vive ne fut pas vécue sans ostracisme de chaque côté de l'océan atlantique : Donald Rumsfeld chercha des brèches à ce moment en parlant d'une « Vieille Europe » dans laquelle ne figureraient pas selon lui les nations ralliées de première heure à la coalition : Pologne, Italie, Espagne.

### Amérique latine
Contrairement à l'Occident, la perception d'un expansionnisme de la part des États-Unis est plus vive dans les pays d'Amérique du Sud, où la politique d'isolationnisme n'est pas incompatible avec un dirigisme sur ce que les États-Unis considèrent comme leur pré-carré, zone d'influence pour le développement de leurs multinationales. Certains pays « clients » ont même achevé d'abandonner leur monnaie nationale au profit d'une dollarisation, Panama étant dans un statut plus particulier encore étant donné la portée stratégique du canal pour l'U.S. Navy.

#### Les années 1970
Le support de juntes militaires opposées à toute forme de modernisation propre au pays est observable dans toute la période de l'après-guerre, sous couvert de l'opposition au communisme (Sandinistes au Nicaragua, Sentier lumineux au Pérou) ; c'est le temps de la trouble opération Condor et de ses assassinats ciblés, des informations classées défense à l'époque sur le lien avec la CIA, voire jusqu'à la tête de l'État fédéral où le nom de Kissinger est cité.
Le pays stigmatisant l'opposition à l'installation capitaliste sur son sol est bien évidemment Cuba avec la révolution castriste, qui se mit en place avec une alliance à l'obédience soviétique, puis suivit son chemin propre. Les discours du Lider maximo, en dépit d'une affiliation au mouvement des pays non-alignés, ont cependant concerné l'île elle-même au fil de l'existence du régime, sans connexion avec l'extérieur.

#### Situation contemporaine

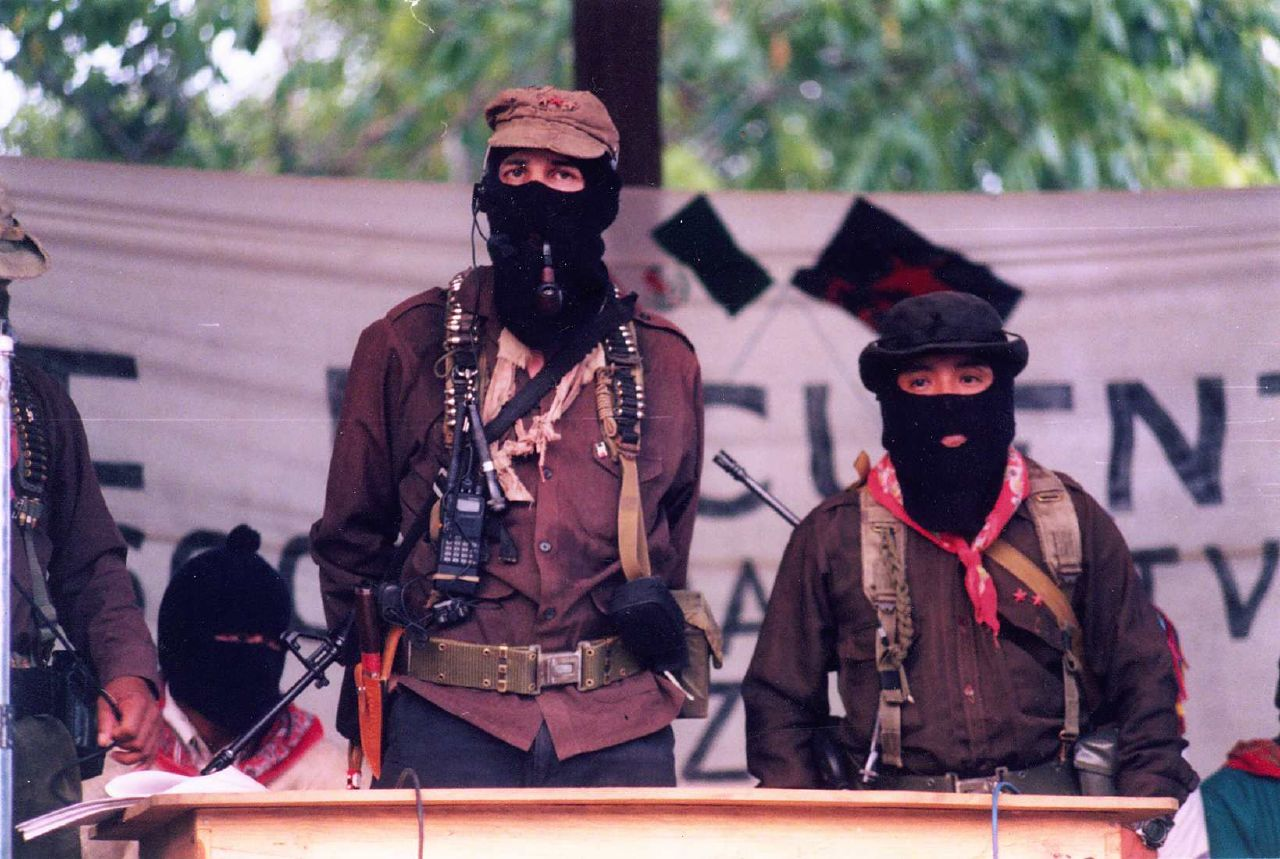
Le sous-commandant « insurgé » Marcos
Photo prise pendant l'« Autre campagne », contre-campagne subversive à la dernière élection présidentielle au Mexique. Après vingt ans de «rébellion», Marcos a laissé tomber la résistance anti-américaine.

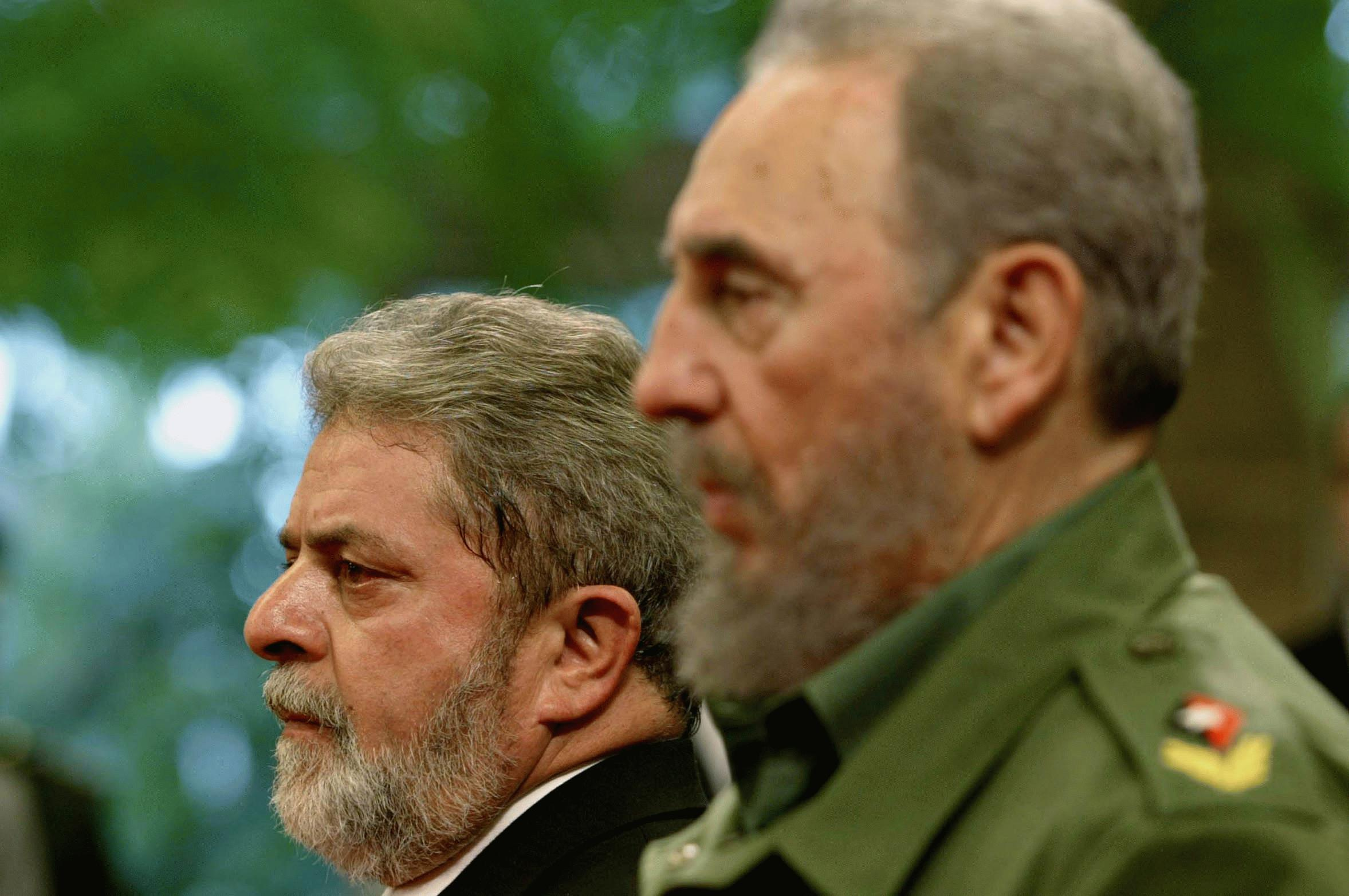
le Lider Maximo photographié à côté du président brésilien Luiz Inácio Lula da Silva à Cuba le 26 septembre 2005. La présidence brésilienne amorça des réformes drastiques, que les critiques énoncent comme inégales, afin de faire évoluer le pays et le tirer de ses archaïsmes endémiques.

L'opposition manifeste à la politique étrangère des États-Unis était manifeste en 1994 dans les communiqués de l'EZLN, qui décriait le caractère inique des accords de l'ALENA pour les productions vivrières des Indiens du sud du Mexique. La révolte a abouti à un statut d'autonomie bien particulier, conférant aux Indiens chiapanèques la faculté d'assurer leur propre développement local par des systèmes d'échanges mettant fin à l’appropriation des ressources naturelles, néocolonialisme que décriait l'armée zapatiste dans ses communiqués .
Les recommandations financières du FMI et de la banque mondiale, relais de l'idéologie prétendant assurer un développement aux pays en difficulté, n'empêchent pas la survenue de crises financières majeures dans les pays qui étaient pourtant considérés comme de bons élèves, dans les années autour du passage du millénaire : des crises en Argentine, Brésil puis Asie du Sud-est apparaissent et provoquent un rejet important de la part des populations qui les vécurent.
Une « vague rose » motivée par l'opposition au grand frère du continent nord est observable depuis les dix dernières années dans la quasi-totalité des pays d'Amérique du Sud, les élections mettant au pouvoir des hommes politiques qui se servent d'une diatribe antiaméricaine pour mobiliser leur opinion populaire, et tentent de transférer leurs expériences originales de développement. Il semble donc que l'ère des interventions des services secrets américains et renversements des régimes d'Amérique du Sud se soit achevée. Voir, pour étayer la perception de ce virage à gauche, les déclarations publiques d'Evo Morales et du président vénézuélien à l'assemblée générale de l'ONU.

Le dernier rivage en date sur lequel cette vague rose est attendue est l'Équateur, avec des élections du 15 octobre qui ont amené au pouvoir un homme qui confirme la tendance des pays voisins, Rafael Correa ; il se qualifie lui-même d'humaniste, chrétien et de gauche, et ses opposants le taxent d'être un démagogue populiste. Son programme comprend la fin de la base militaire américaine de Monza et une forte opposition au FMI (ce qui entérine l'association entre cette institution et la politique américaine dans le clivage politique des pays d'Amérique latine). Cela dit, la stabilité économique de l'Équateur étant le fruit de la dollarisation, le Président Correa se garde d'abandonner la devise américaine.

## Oppositions culturelles

### Apparition d'un cinéma alternatif

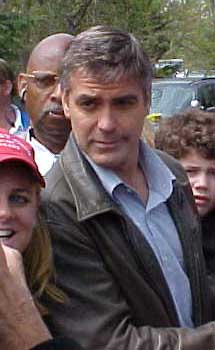
Avec la bénédiction du réalisateur Steven Soderbergh, l'acteur et réalisateur George Clooney a pris récemment le parti d'alterner des films grand public sans prétention, visant à engranger des bénéfices, avec des films à dimension autrement politique et critique, scénarisés avec un objectif militant. Cette option est singulièrement absente de la ligne de production des Majors hollywoodiennes.

La perception géopolitique selon laquelle l'accès aux ressources d'hydrocarbures fait partie du domaine de la sécurité nationale domestique des États-Unis remonte, on l'aura vu plus haut, à 1940. L'économie des États-Unis d'Amérique repose sur un accès continu aux ressources pétrolières, comme support de sa croissance et de son dynamisme ; ce qui amène la déclaration présidentielle précitée, à propos de leur libre consommation.
Deux œuvres cinématographiques américaines récentes, diffusées dans le canal d'audience des superproductions hollywoodiennes, fournissent l'exemple d'une exception nouvelle à cet ordre établi ; leur sortie vise, selon leur projet, à l'éducation de la population civile par l'image.
La première est le film Syriana, qui donne au travers d'une fiction adaptée d'une œuvre littéraire l'envers du décor de la guerre contre le terrorisme, étayant l'idée d'une continuité géopolitique dans la politique américaine depuis la Guerre froide. Financé par des fonds privés par l'auteur et acteur George Clooney, ce film dont le titre correspond au projet de « Grand Moyen Orient » élaboré par un think tank conservateur situé dans l'orbite du pouvoir de Washington au moment de la justification de l'invasion de l'Irak, présente entre autres la manière dont l'appareil politique et militaire américain prend parti dans une lutte successorale au sein d'une pétromonarchie du Golfe, éliminant le candidat le plus à même de démocratiser le pays pour sélectionner un héritier fidèle aux alliances traditionnelles permettant aux entreprises pétrolières américaines de maintenir leur activité. Syriana fut filmé de la même manière que Traffic (il s'agit du même scénariste pour chacun des films), montrant la manière collusive dont des personnes agissant dans des milieux a priori très différents finissent par déboucher sur des liens contre nature. George Clooney a également protagonisé un film critique sur le maccarthisme, Good Night and Good Luck, qui s'avère un pamphlet à peine déguisé à l'encontre du climat de pression installé par l'administration fédérale dans le cadre de la loi antiterroriste.

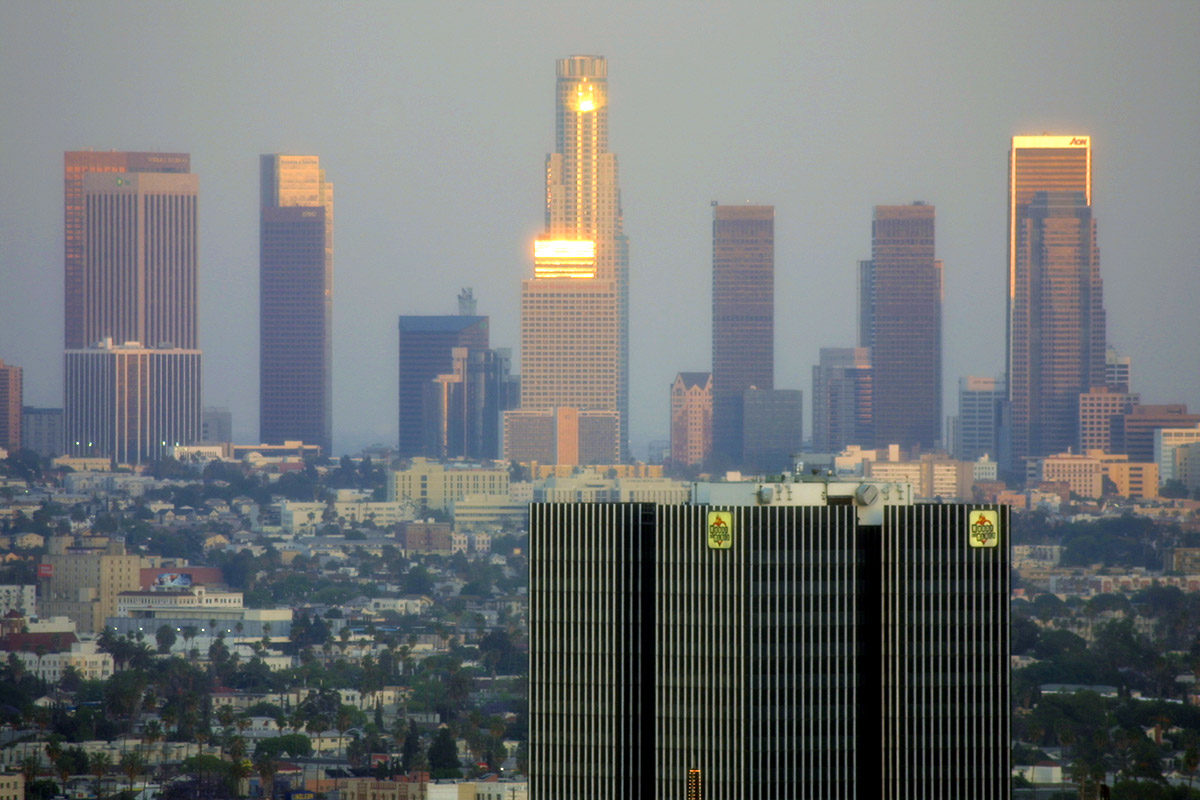
Les tours du Financial District de L.A. symbolisent l'aboutissement à l'Ouest du rayonnement de la culture occidentale, même si elles font pâle figure en comparaison de celles de Shanghai, Pékin, Kuala Lumpur, Jakarta, Mumbai, ou Dubaï. Le volume d'échanges commerciaux sur l'interface pacifique relie le continent américain aux diverses civilisations de l'Asie et a dépassé celui de l'Atlantique après les années 1960.

La seconde œuvre est le documentaire militant nommé Une vérité qui dérange mis en scène par l'ancien candidat éconduit lors de l'élection présidentielle de 2000, Al Gore. À visée pédagogique pour le spectateur des opinions publiques des États-Unis et du monde entier, la survenue d'un tel film avec un promoteur d'un crédit inégalé tranche par rapport à la ligne habituelle de l'État fédéral, qui notamment a refusé très longtemps de reconnaître les effets industriels sur le climat et la couche d'ozone, refusant de ratifier le protocole de Kyoto au prétexte de ne nuire en rien à la liberté d'entreprendre des industriels en Amérique du Nord. Al Gore prend le pari que la sensibilisation des populations au sort de la planète amènera les gouvernements à sortir de l'incurie qui les concerne en la matière à propos de la thématique écologique.
Un nombre important d’œuvres cinématographiques américaines sont très critiques des États-Unis : Platoon, Apocalypse Now, Wall Street, et combien d'autres, sans oublier les films de Michael Moore, ou les émissions de satire telle Les Simpsons, South Park, Stephen Colbert ou Jon Stewart. L'esprit critique est très vivant aux États-Unis.
Notons que, contrairement au cinéma américain, les films chinois, russes, nord-coréens, turcs ou cubains critiquent rarement les agissements de leurs régimes politiques. Ce fait laisse croire que la pensée unique est moins présente aux États-Unis que dans les pays qui essaient de les contraster.

## Relativisation
La globalisation des échanges et des modes de vie tend à affaiblir la perception d'une opposition frontale à la politique étrangère voire à l'impérialisme américain, dans un contexte analysé comme une possible universalité de la civilisation occidentale.
En atteste la manière dont fut présenté l'essor de la Chine dans les journaux économiques d'Europe et d'Amérique du Nord :
- jusque 1999 comme « l'incontournable atelier du Monde », les entreprises globalisées américaines se positionnant en tête pour prôner un modèle économique où les « têtes pensantes » des bureaux d'étude et des sièges sociaux (corporate headquarters) restent au pays alors que les usines sont délocalisées en Asie.
- ... jusqu'à la situation courante où le développement propre à la Chine et à l'Inde laisse la place à leur voix propres, illustrant leur accession dans la cour des « grands économiques » sans souffrir aucune forme de subordination.